# Крейсери типу «Блейк»
Крейсери типу «Блейк» (Blake class) — два однотипні великі захищені крейсери, побудовані близько 1890 року для Королівського флоту.

## Конструкція
Конструкція типу «Блейк» була розроблена під керівництвом Вільяма Вайта, незабаром після того, як він зайняв посаду директора військово-морського будівництва. Для кораблів було заплановано поєднати місії з захисту торгівлі з можливістю брати участь у діях ескадр у разі потреби. Таким чином, вимоги до конструкції поєднували високу швидкість і великий радіус дії. На відміну від попереднього класу крейсерів, які класифікувалися як крейсери першого класу для Королівського флоту типу «Орландо», це були захищені крейсери, з броньованою палубою на всю довжину корабля, але без броньового пояса.
Система артилерійського озброєння було подібною до озброєння типу «Орландо»: дві 234 мм гармати та десять 152 мм гармат. Водночас гармати меншого калібру були нової скорострільної моделі.

## Історія служби
Обидва кораблі були вже застарілі до початку Першої світової війни і використовувалися як плавбази. Водночас, «Бленхейм» більш активно залучався до служби, зокрема надаючи підтримку у складі Середземноморських експедиційних сил під час Дарданельської операції. Корабель також залучався до повертаючи тіл померлих високопосадовців до їх рідних країн після їх смерті за кордоном. Це були принц Генріх Баттенберг та колишні прем'єр-міністри Канади — Джон Томпсон та Чарльз Таппер.

## Представники типу
У наведеній нижче таблиці наведені деталі та вартість придбання крейсерів типу «Блейк». Стандартна британська практика не виключала у відповідну суму вартість озброєння та припасів.
| Корабель     | Будівник         | Виробник двигунів | Дата              | Дата                   | Дата                | Вартість згідно           |
| Корабель     | Будівник         | Виробник двигунів | закладення        | спуску на воду         | завершення          | (BNA 1895)                |
| ------------ | ---------------- | ----------------- | ----------------- | ---------------------- | ------------------- | ------------------------- |
| HMS Blake    | Chatham Dockyard | Модслі            | Липень 1888 року  | 23 листопада 1889 року | 2 лютого 1892 року  | 440 471 фунтів стерлінгів |
| HMS Blenheim | Темз Айронворкс  | Хамфріс           | Жовтень 1888 року | 5 липня 1890 року      | 26 травня 1894 року | 425 591 фунтів стерлінгів |